# Mastigias andersoni
Mastigias andersoni är en manetart som beskrevs av Stiasny 1926. Mastigias andersoni ingår i släktet Mastigias och familjen Mastigiidae. Inga underarter finns listade i Catalogue of Life.